# 홍윤식 (홍범도)
홍윤식(洪允植, 1833년 ~ 1877년)은 조선 말기의 농부이자 평안도 출신으로 독립운동가 홍범도 장군의 아버지이다.

## 생애
1833년 평안도 평양부에서 아버지 홍동철(洪東哲)의 2남 중 장남으로 태어났다 홍윤식(洪允植)은 성장하여 아버지 홍동철(洪東哲)과 동생과 함께 난리통의 식솔을 이끌고 평양에서 은신하게 살았고 그후 홍윤식(洪允植)은 바쁜 일생을 보내며 지내왔다 얼마후 홍윤식(洪允植)은 부농으로 직업을 구하여 농부를 하며 살아왔고 그후 1868년 8월 27일 36세 나이에 이름 미상인 배우자와 결혼하여 외아들인 홍범도를 두었다 하지만 홍범도가 태어나자마자 부인은 출산 후유증으로 인하여 병을 앓고 있었고 결국 1868년 9월 3일 끝내 숨을 거두며 사망하고 말았다 홍윤식(洪允植)은 일찍 부인을 잃고 갓난 아기인 홍범도를 책임지며 젓동냥을 먹이며 홍범도를 키웠다 홍윤식(洪允植)은 홍범도를 기르며 농부를 하며 지내왔고 얼마후 홍범도도 1873년 5살이 되어 홀아버지인 홍윤식(洪允植)을 따르며 불우한 어린 시절을 보내며 지냈다 그이후 홍윤식(洪允植)은 별일없이 잘 지내다 갑작스러운 지병을 얻게 되고 이후 홍윤식(洪允植)은 일을 제대로 하지도 못하고 계속 병만 힘들게 앓고 있었다 그후 4년이 지난 1877년 아들인 홍범도가 9살이 된후 병이 계속 악화된 홍윤식(洪允植)은 홍범도를 동생 집에 맡겨두고 이후 홍윤식(洪允植)은 결국 숨을 거두며 향년 44세 나이로 아버지 홍동철(洪東哲) 보다 일찍 먼저 사망하고 말았다.

## 가족
- 할아버지 홍이팔(洪二八, 1770년 ~ 1831년)
- 아버지 홍동철(洪東哲, 1807년 ~ 1890년)
- 어머니 불명
- 남동생 홍씨(1835년 전 ~ ?)
- 배우자 (1868년 9월 3일 사별)
- 외아들 홍범도(洪範圖, 1868년 ~ 1943년)
- 며느리 이옥구 또는 이옥녀, 이인복
- 손자 홍양순(요절)
- 손자 홍용환(요절)
- 손녀 홍연식(1986년 사망)
- 손녀 3명
- 외증손녀 김알라(1942년~)